# Marian-Kreuz

Marian-Kreuz im Papstwappen Joannes Paul II. (Heroldsbild)

Marian-Kreuz (Wappenfigur)

Das Marian-Kreuz ist in der Heraldik ein besonderes lateinisches Kreuz, das als Heroldsbild oder als Wappenfigur im Wappenschild oder Feld verwendet wird. Das Kreuz ist ein römisch-katholisches, das nach der rechten Seite verschoben ist. Unter dem verlängerten linken Kreuzarm schwebt der Buchstabe M als Majuskel. Die allgemeine Tingierung ist Gold für das Marian-Kreuz. Abweichungen in der Darstellung gibt es auch. Hierbei sind ein Kreuz auf den Buchstaben gestellt, oder das M vor dem Kreuz schwebend.
Der Buchstabe " M " im linken unteren Quadranten steht für die Jungfrau Maria.
Das Kreuz fand auf dem persönlichen Wappen von Papst Johannes Paul II. und auch auf Medaillen aufgrund einer Marienerscheinung seinen Platz.